# Atletica leggera ai Giochi della XXIX Olimpiade - 400 metri piani maschili
Ai Giochi della XXIX Olimpiade, tenutisi a Pechino nel 2008, la competizione dei 400 metri piani maschili si è svolta dal 18 al 21 agosto presso lo Stadio nazionale di Pechino.

## Presenze ed assenze dei campioni in carica
| Competizione         | Atleta          | Prestazione | Pechino 2008 |
| -------------------- | --------------- | ----------- | ------------ |
| Olimpiadi 2004       | Jeremy Wariner  | 44”00       | Presente     |
| Commonwealth 2006    | John Steffensen | 44”73       | Assente      |
| Europei 2006         | Marc Raquil     | 45”02       | Assente      |
| Coppa del mondo 2006 | LaShawn Merritt | 44”54       | Presente     |
| Asiatici 2006        | Hamdan Al-Bishi | 45”64       | Non qual.    |
| Panamericani 2007    | Chris Brown     | 44”85       | Presente     |
| Mondiali 2007        | Jeremy Wariner  | 43”45       | Presente     |
|                      |                 |             |              |
| Mondiali junior 2004 | LaShawn Merritt | 45”25       | Presente     |

## Gara
I due favoriti sono il campione uscente Jeremy Wariner (USA) e il connazionale LaShawn Merritt.
Wariner vince la prima semifinale in 44"15; il belga Kévin Borlée giunge primo degli eliminati pur stabilendo il nuovo record nazionale (44"88). Nella seconda serie prevale il francese Leslie Djhone con 44"79. LaShawn Merritt vince la terza serie con 44"12. Nel complesso, 11 atleti hanno corso in meno di 45 secondi nelle tre serie di semifinale.
In finale i tre americani sono subito davanti. Ai 300 metri sono ancora appaiati (Wariner 31"8, Merritt 31"9 e Neville 32"0). Sulla retta finale Wariner ha un improvviso cedimento, lasciando a Merritt la vittoria in solitaria: 43"75 contro 44"74.
Neville conquista il terzo posto a spese del bahamense Brown tuffandosi sul traguardo.

## Cronoprogramma
| 7 Batterie   | 18 agosto, ore 9:00  | 55 partenti   | Si qualificano i primi 3 + i 3 migliori tempi. |
| 3 Semifinali | 19 agosto, ore 21:45 | 8 + 8 +8      | Si qualificano i primi 2 + i 2 migliori tempi. |
| Finale       | 21 agosto, ore 22:30 | 8 concorrenti |                                                |

## Batterie
18 agosto 2008;
Si qualificano per le Semifinali i primi 3 classificati di ogni batteria. Vengono ripescati i 3 migliori tempi degli esclusi.

### 1ª Batteria
Ore 9:00.
| Pos | Corsia | Atleta                  | Paese       | Tempo | Note |
| --- | ------ | ----------------------- | ----------- | ----- | ---- |
| 1   | 4      | Leslie Djhone           | Francia     | 45"12 | Q    |
| 2   | 5      | David Neville           | Stati Uniti | 45"22 | Q    |
| 3   | 6      | William Collazo         | Cuba        | 45"37 | Q    |
| 4   | 8      | Kévin Borlée            | Belgio      | 45"43 | q    |
| dq  | 9      | Denis Alekseev          | Russia      | 45"52 | dq   |
| 6   | 3      | Young Talkmore Nyongani | Zimbabwe    | 45"89 |      |
| 7   | 7      | Eric Milazar            | Mauritius   | 46"06 |      |
| 8   | 2      | Gakologelwang Masheto   | Botswana    | 46"29 |      |

### 2ª Batteria
Ore 9:08.
| Pos | Corsia | Atleta            | Paese           | Tempo | Note  |
| --- | ------ | ----------------- | --------------- | ----- | ----- |
| 1   | 6      | Chris Brown       | Bahamas         | 44"79 | Q     |
| 2   | 7      | Joel Milburn      | Australia       | 44"80 | Q, RP |
| 3   | 4      | Johan Wissman     | Svezia          | 44"81 | Q     |
| 4   | 5      | Gary Kikaya       | RD del Congo    | 44"89 | q     |
| 5   | 8      | Sanjay Ayre       | Giamaica        | 45"66 |       |
| 6   | 9      | Arismendy Peguero | Rep. Dominicana | 46"28 |       |
| 7   | 3      | Ivano Bucci       | San Marino      | 48"54 |       |
| 8   | 2      | Xiaosheng Liu     | Cina            | 53"11 |       |

### 3ª Batteria
Ore 9:19.
| Pos | Corsia | Atleta                | Paese      | Tempo | Note |
| --- | ------ | --------------------- | ---------- | ----- | ---- |
| 1   | 8      | Nery Brenes           | Costa Rica | 45"36 | Q    |
| 2   | 3      | James Godday          | Nigeria    | 45"49 | Q    |
| 3   | 9      | Andretti Bain         | Bahamas    | 45"96 | Q    |
| 4   | 7      | Niko Verekauta        | Figi       | 46"32 |      |
| 5   | 6      | Fernando de Almeida   | Brasile    | 46"60 |      |
| 6   | 2      | Lewis Banda           | Zimbabwe   | 46"76 |      |
| 7   | 4      | Vincent Mumo Kiilu    | Kenya      | 46"79 |      |
| 8   | 5      | Nagmeldin Ali Abubakr | Sudan      | 47"12 |      |

### 4ª Batteria
Ore 9:24.
| Pos | Corsia | Atleta            | Paese         | Tempo | Note  |
| --- | ------ | ----------------- | ------------- | ----- | ----- |
| 1   | 7      | Martyn Rooney     | Gran Bretagna | 45"00 | Q     |
| 2   | 8      | Sean Wroe         | Australia     | 45"17 | Q, RP |
| 3   | 5      | Ricardo Chambers  | Giamaica      | 45"22 | Q     |
| 4   | 3      | Erison Hurtault   | Dominica      | 46"10 |       |
| 5   | 9      | Andrés Silva      | Uruguay       | 46"34 |       |
| 6   | 2      | Rudolf Götz       | Rep. Ceca     | 46"38 |       |
| 7   | 6      | Yuzo Kanemaru     | Giappone      | 46"39 |       |
| 8   | 4      | California Molefe | Botswana      | NP    |       |

### 5ª Batteria
Ore 9:32.
| Pos | Corsia | Atleta               | Paese             | Tempo | Note  |
| --- | ------ | -------------------- | ----------------- | ----- | ----- |
| 1   | 2      | LaShawn Merritt      | Stati Uniti       | 44"96 | Q     |
| 2   | 7      | Saul Weigopwa        | Nigeria           | 45"19 | Q     |
| 3   | 8      | Claudio Licciardello | Italia            | 45"25 | Q, RP |
| 4   | 3      | Jonathan Borlée      | Belgio            | 45"25 | q, RP |
| 5   | 6      | Ato Stephens         | Trinidad e Tobago | 45"63 |       |
| 6   | 9      | Alleyne Francique    | Grenada           | 46"15 |       |
| 7   | 5      | Yeimer Mosquera      | Colombia          | 46"59 |       |
| 8   | 4      | Siraj Williams       | Liberia           | 47"89 |       |

### 6ª Batteria
Ore 9:40.
| Pos | Corsia | Atleta            | Paese             | Tempo | Note  |
| --- | ------ | ----------------- | ----------------- | ----- | ----- |
| 1   | 7      | Andrew Steele     | Gran Bretagna     | 44"94 | Q, RP |
| 2   | 5      | Renny Quow        | Trinidad e Tobago | 45"13 | Q     |
| 3   | 6      | Michael Mathieu   | Bahamas           | 45"17 | Q, RP |
| 4   | 8      | Michael Blackwood | Giamaica          | 45"56 |       |
| 5   | 2      | Tyler Christopher | Canada            | 45"67 |       |
| 6   | 3      | Joel Phillip      | Grenada           | 46"30 |       |
| 7   | 9      | Félix Martínez    | Porto Rico        | 46"46 |       |
| 8   | 4      | Daniel Dabrowski  | Polonia           | 47"83 |       |

### 7ª Batteria
Ore 9:48.
| Pos | Corsia | Atleta                   | Paese                   | Tempo | Note  |
| --- | ------ | ------------------------ | ----------------------- | ----- | ----- |
| 1   | 9      | Jeremy Wariner           | Stati Uniti             | 45"23 | Q     |
| 2   | 6      | Tabarie Henry            | Isole Vergini Americane | 45"36 | Q, RN |
| 3   | 2      | Cedric van Branteghem    | Belgio                  | 45"54 | Q     |
| 4   | 4      | David Gillick            | Irlanda                 | 45"83 |       |
| 5   | 5      | Maksim Dyldin            | Russia                  | 46"03 |       |
| 6   | 3      | Myhaylo Knysh            | Ucraina                 | 46"28 |       |
| 7   | 7      | Mathieu Gnanligo         | Benin                   | 47"10 |       |
| 8   | 8      | Naiel Santiago d'Almeida | São Tomé e Príncipe     | 49"08 |       |

Legenda:
- Q = Qualificato per le semifinali;
- q = Ripescato per le semifinali;
- RN = Record nazionale;
- RP = Record personale;
- NP = Non partito;
- Rit. = Ritirato.

## Semifinali
19 agosto 2008.

Accedono alla finale i primi 2 classificati di ogni semifinale. Vengono ripescati i 2 migliori tempi degli esclusi.

### 1ª Semifinale
Ore 21:45.
| Pos | Corsia | Atleta               | Paese                   | Tempo | Note |
| --- | ------ | -------------------- | ----------------------- | ----- | ---- |
| 1   | 6      | Jeremy Wariner       | Stati Uniti             | 44"15 | Q    |
| 2   | 5      | Chris Brown          | Bahamas                 | 44"59 | Q    |
| 3   | 6      | Kévin Borlée         | Belgio                  | 44"88 | RN   |
| 4   | 7      | Nery Brenes          | Costa Rica              | 44"98 | RN   |
| 5   | 4      | Saul Weigopwa        | Nigeria                 | 45"02 |      |
| 6   | 2      | Williams Collazo     | Cuba                    | 45"06 | RP   |
| 7   | 8      | Tabarie Henry        | Isole Vergini Americane | 45"19 | RN   |
| 8   | 2      | Claudio Licciardello | Italia                  | 45"64 |      |

### 2ª Semifinale
Ore 21:52.
| Pos | Corsia | Atleta           | Paese         | Tempo | Note |
| --- | ------ | ---------------- | ------------- | ----- | ---- |
| 1   | 6      | Leslie Djhone    | Francia       | 44"79 | Q    |
| 2   | 4      | David Neville    | Stati Uniti   | 44"91 | Q    |
| 3   | 5      | Joel Milburn     | Australia     | 45"06 |      |
| 4   | 9      | Ricardo Chambers | Giamaica      | 45"09 |      |
| 5   | 3      | Jonathan Borlée  | Belgio        | 45"11 | RP   |
| 6   | 8      | James Godday     | Nigeria       | 45"24 |      |
| 7   | 2      | Andretti Bain    | Bahamas       | 45"52 |      |
| 8   | 7      | Andrew Steele    | Gran Bretagna | 45"59 |      |

### 3ª Semifinale
Ore 21:59.
| Posizione | Corsia | Atleta                | Nazionalità       | Tempo | Note  |
| --------- | ------ | --------------------- | ----------------- | ----- | ----- |
| 1         | 7      | LaShawn Merritt       | Stati Uniti       | 44"12 | Q     |
| 2         | 6      | Martyn Rooney         | Gran Bretagna     | 44"60 | Q, RP |
| 3         | 8      | Johan Wissman         | Svezia            | 44"64 | q     |
| 4         | 5      | Renny Quow            | Trinidad e Tobago | 44"82 | q, RP |
| 5         | 2      | Gary Kikaya           | RD del Congo      | 44"94 |       |
| 6         | 9      | Michael Mathieu       | Bahamas           | 45"56 |       |
| 7         | 4      | Sean Wroe             | Australia         | 45"56 |       |
| 8         | 3      | Cedric van Branteghem | Belgio            | 45"81 |       |

Legenda:
- Q = Qualificato la finale;
- RN = Record nazionale;
- RP = Record personale;
- NP = Non partito;
- Rit. = Ritirato.

## Finale

Video della Finale

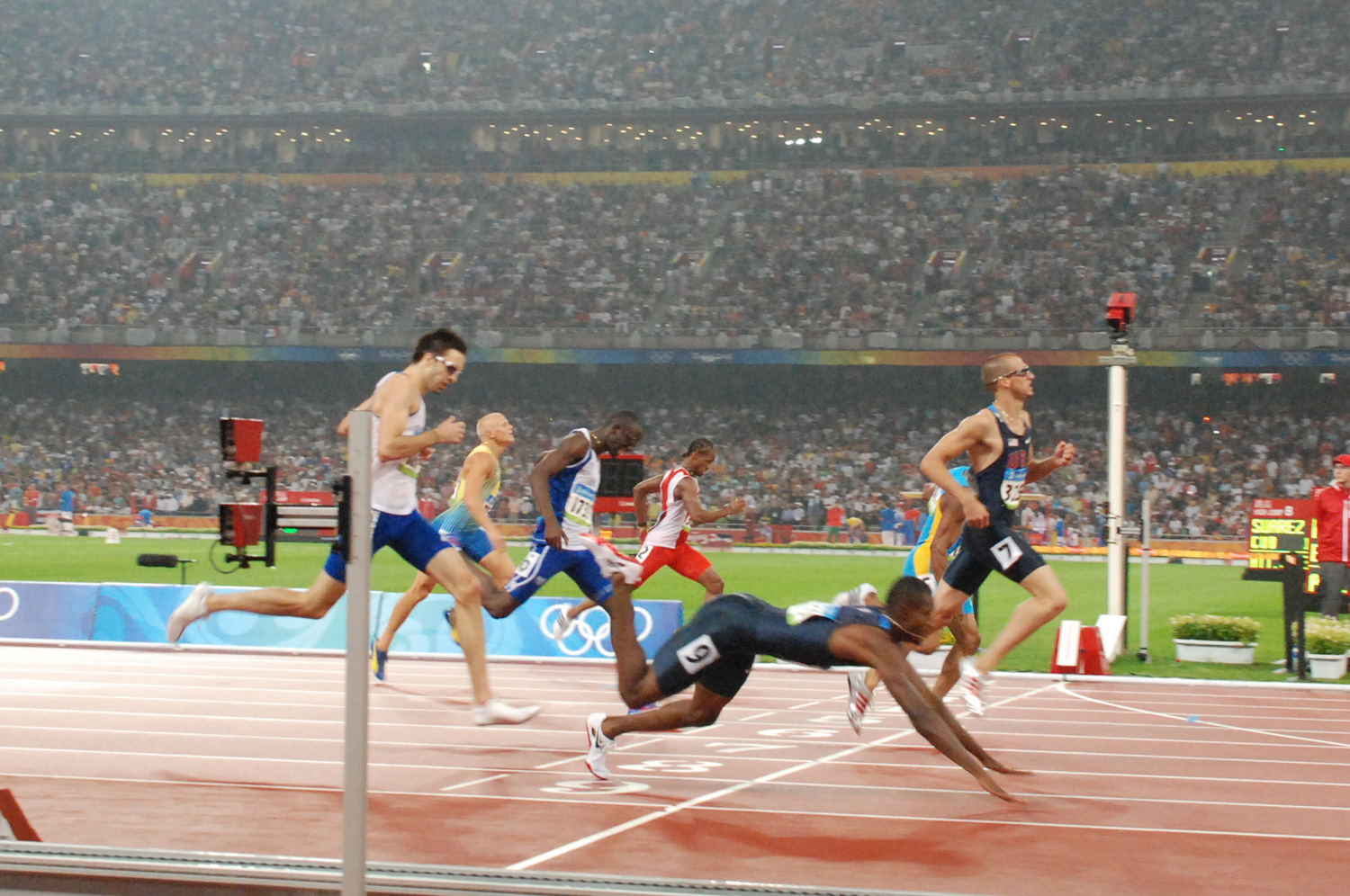
Alla destra di Wariner (argento), Neville si tuffa sul traguardo conquistando il bronzo

Giovedì 21 agosto, ore 22:30. Stadio nazionale di Pechino.
| Primatista mondiale   | 43"18 | Michael Johnson | Ritir. 2001 |
| Primatista stagionale | 43"86 | Jeremy Wariner  | Presente    |

1. ↑  Record stabilito nel 1999.
2. ↑  Alla data del 1º agosto 2008.

| Pos | Corsia | Atleta          | Paese             | Tempo | Note                                                                    |
| --- | ------ | --------------- | ----------------- | ----- | ----------------------------------------------------------------------- |
|     | 4      | LaShawn Merritt | Stati Uniti       | 43"75 | Miglior prestazione mondiale stagionale · Miglior prestazione personale |
|     | 7      | Jeremy Wariner  | Stati Uniti       | 44"74 |                                                                         |
|     | 9      | David Neville   | Stati Uniti       | 44"80 |                                                                         |
| 4   | 5      | Chris Brown     | Bahamas           | 44"84 |                                                                         |
| 5   | 6      | Leslie Djhone   | Francia           | 45"11 |                                                                         |
| 6   | 8      | Martyn Rooney   | Gran Bretagna     | 45"12 |                                                                         |
| 7   | 2      | Renny Quow      | Trinidad e Tobago | 45"22 |                                                                         |
| 8   | 3      | Johan Wissman   | Svezia            | 45"39 |                                                                         |

Legenda:
- MS = Migliore prestazione mondiale dell'anno;
- RN = Record nazionale;
- RP = Record personale;
- NP = Non partito.

Il margine tra il primo e il secondo classificato, 99 centesimi, è il più ampio degli ultimi cent'anni nella specialità alle Olimpiadi.

Per gli Stati Uniti, è la quinta tripletta dopo quelle del 1904, 1968, 1988 e 2004.